# Urho Nissilä
Urho Nissilä (Kuopio, Finlandia, 4 de abril de 1996) es un futbolista finlandés. Su posición es la de mediocampista y su club es el Puskás Akadémia F. C. de la Nemzeti Bajnokság I de Hungría.

## Trayectoria

### Regreso al KuPS
Regresó al KuPS para la temporada 2020. Volvió a abandonar el club en enero de 2022 para jugar en el fútbol asiático con el Suwon F. C.

## Selección nacional

### Participaciones en selección nacional
| Torneo                                                | Categoría | Sede   | Resultado    | Partidos | Goles |
| ----------------------------------------------------- | --------- | ------ | ------------ | -------- | ----- |
| Fase de clasificación para la Eurocopa Sub-21 de 2019 | Sub-21    | Italia | No clasificó | 4        | 1     |
| Liga de Naciones UEFA 2022-23                         | Absoluta  | UEFA   | Primera fase | 3        | 0     |

## Estadísticas

### Clubes
Actualizado al último partido jugado el 18 de mayo de 2024.
| KuPS · Finlandia | 1.ª           | 2015          | 23  | 4  | 4  | 1 | -  | - | 27  | 5  | 0,19 |
| KuPS · Finlandia | 1.ª           | 2016          | 26  | 0  | 4  | 0 | -  | - | 30  | 0  | 0    |
| KuPS · Finlandia | 1.ª           | 2017          | 26  | 9  | 6  | 0 | -  | - | 32  | 9  | 0,28 |
| KuPS · Finlandia | 1.ª           | 2018          | 14  | 1  | 6  | 3 | -  | - | 20  | 4  | 0,2  |
| SV Zulte Waregem · Bélgica | 1.ª           | 2018-19       | 3   | 1  | -  | - | -  | - | 3   | 1  | 0,33 |
| SV Zulte Waregem · Bélgica | Total club    | Total club    | 3   | 1  | 0  | 0 | 0  | 0 | 3   | 1  | 0,33 |
| MVV Maastricht · Países Bajos | 2.ª           | 2019-20       | 8   | 0  | 1  | 0 | -  | - | 9   | 0  | 0    |
| MVV Maastricht · Países Bajos | Total club    | Total club    | 8   | 0  | 1  | 0 | 0  | 0 | 9   | 0  | 0    |
| KuPS · Finlandia | 1.ª           | 2020          | 21  | 5  | 2  | 1 | 4  | 0 | 27  | 6  | 0,22 |
| KuPS · Finlandia | 1.ª           | 2021          | 25  | 8  | 6  | 1 | 7  | 2 | 38  | 11 | 0,3  |
| Suwon F. C. Corea del Sur | 1.ª           | 2022          | 22  | 2  | -  | - | -  | - | 22  | 2  | 0,11 |
| Suwon F. C. Corea del Sur | Total club    | Total club    | 22  | 2  | 0  | 0 | 0  | 0 | 22  | 2  | 0,11 |
| KuPS · Finlandia | 1.ª           | 2023          | 15  | 6  | 3  | 0 | -  | - | 18  | 6  | 0,33 |
| KuPS · Finlandia | Total club    | Total club    | 150 | 33 | 31 | 6 | 11 | 2 | 192 | 41 | 0,21 |
| Puskás Akadémia FC · Hungría | 1.ª           | 2023-24       | 13  | 3  | -  | - | -  | - | 13  | 3  | 0,23 |
| Puskás Akadémia FC · Hungría | Total club    | Total club    | 13  | 3  | 0  | 0 | 0  | 0 | 13  | 3  | 0,23 |
| Total carrera | Total carrera | Total carrera | 196 | 39 | 32 | 6 | 11 | 2 | 239 | 47 | 0,20 |
| (1) Incluye datos de Copa de la Liga de Finlandia, Copa de Finlandia y Copa de los Países Bajos. (2) Incluye datos de Liga Europa de la UEFA y Liga de Campeones de la UEFA. (3) No incluye goles en partidos amistosos. |               |               |     |    |    |   |    |   |     |    |      |

### Selección de Finlandia
Actualizado al último partido jugado el 14 de junio de 2022.
| Selección            | Año   | Eliminatorias | Eliminatorias | Eliminatorias | Continental | Continental | Continental | Mundial | Mundial | Mundial | Amistosos | Amistosos | Amistosos | Total | Total | Total  | Media goleadora |
| Selección            | Año   | Part.         | Goles         | Asist.        | Part.       | Goles       | Asist.      | Part.   | Goles   | Asist.  | Part.     | Goles     | Asist.    | Part. | Goles | Asist. | Media goleadora |
| -------------------- | ----- | ------------- | ------------- | ------------- | ----------- | ----------- | ----------- | ------- | ------- | ------- | --------- | --------- | --------- | ----- | ----- | ------ | --------------- |
| Absoluta · Finlandia |       |               |               |               |             |             |             |         |         |         |           |           |           |       |       |        |                 |
| 2021                 | 6     | 0             | 1             | —             | —           | —           | —           | —       | —       | 1       | 0         | 0         | 7         | 0     | 1     | 0      |                 |
| 2022                 | —     | —             | —             | 3             | 0           | 0           | —           | —       | —       | 2       | 0         | 0         | 5         | 0     | 0     | 0      |                 |
| Total                | 6     | 0             | 1             | 3             | 0           | 0           | 0           | 0       | 0       | 3       | 0         | 0         | 12        | 0     | 1     | 0      |                 |
| Total                | Total | 6             | 0             | 1             | 3           | 0           | 0           | 0       | 0       | 0       | 3         | 0         | 0         | 12    | 0     | 1      | 0               |
| 1. 2.                |       |               |               |               |             |             |             |         |         |         |           |           |           |       |       |        |                 |

## Palmarés

### Títulos nacionales
| Título            | Club | País      | Año  |
| ----------------- | ---- | --------- | ---- |
| Copa de Finlandia | KuPS | Finlandia | 2021 |